# Johannes Ludwig (Publizist)
Johannes Ludwig (* 1949) ist ein deutscher Publizist und Hochschullehrer mit den Schwerpunkten Medienwissenschaft und Wirtschaftswissenschaft.

## Leben
Johannes Ludwig absolvierte sowohl ein künstlerisches wie auch wissenschaftliches Studium. Von 1968 bis 1972 studierte er Musik und war danach als Fotograf tätig. Daran schloss sich ein wirtschaftswissenschaftliches Studium an, das er als Diplom-Volkswirt beendete. Von 1980 bis 1985 war er wissenschaftlicher Mitarbeiter am Lehrstuhl Volkswirtschaftslehre/Finanzwissenschaft der Technischen Universität Berlin, von 1985 bis 1992 arbeitete er selbständig als freier Journalist, Publizist und Autor sowie als Fernsehfilmproduzent. Von 1992 bis 1996 arbeitete er als wissenschaftlicher Mitarbeiter am Studiengang Journalisten-Weiterbildung an der Freien Universität Berlin. Seitdem beschäftigt er sich auch wissenschaftlich mit Medien. 1997 promovierte er mit der Dissertation Zur Ökonomie der Medien zwischen Marktversagen und Querfinanzierung und war anschließend als freischaffender Medien-, Kommunikations- und Wirtschaftswissenschaftler tätig.
Von 2000 bis 2018 war er als Professor an der Hochschule für Angewandte Wissenschaften Hamburg  in der Fakultät Design, Medien und Information (DMI) für die Fächer Medienbetriebswirtschaftslehre, (Medien-)Management und Kommunikationstheorie tätig.
Mit Studierenden der Fakultät baute er unter anderem das DokZentrum Couragierte Recherchen und Reportagen auf der Internetseite www.ansTageslicht.de auf.

## Publikationen
- Das falsche Spiel mit der Lohn- und Einkommensteuer. So schröpft uns der Finanzminister, Eichborn Verlag, Frankfurt, 1991, ISBN 3-8218-1284-2
- Steuern ohne Ende. Von der Mehrwert- bis zur Mineralölsteuer, Eichborn Verlag, Frankfurt, 1991, ISBN 3-8218-1283-4
- Wirtschaftskriminalität: Schleichwege zum grossen Geld , FISCHER Taschenbuch, 1991, ISBN 3-596-10791-1
- Preiswert finanzieren. Neue Wege im Wohnungsbau, Eichborn Verlag Ag, 1994, ISBN 3-8218-1282-6
- Die deutsche Wohnmisere, Rowohlt, Reinbek, 1995, ISBN 3-498-03888-5
- Boykott, Enteignung, Mord: Die Entjudung der deutschen Wirtschaft, Piper, 1998, ISBN 3-492-11580-2
- Zur Ökonomie der Medien: Zwischen Marktversagen und Querfinanzierung, Westdeutscher Verlag, Opladen 1998, ISBN 3-531-13159-1.
- Investigativer Journalismus: Recherchestrategien – Quellen – Informanten, UVK, Konstanz 2002, 3. völlig überarbeitete Auflage 2014, ISBN 978-3-86764-471-6.
- (Hrsg.): Sind ARD und ZDF noch zu retten? Tabuzonen im öffentlich-rechtlichen Rundfunk, Nomos Verlag, Baden-Baden 2009, ISBN 978-3-8329-4379-0.[1]
- Perfekt präsentieren: Optimieren in vier Schritten, LIT, 2010, ISBN 3-643-11018-9
- The Role of Education and Household Composition for Transitory and Permanent Income Inequality. Evidence from PSID Data (Ruhr Economic Papers), Rheinisch-Westfälisches Inst. f. Wirtschaftsforschung, 2014, ISBN 3-86788-542-7
- Income Shocks or Insurance – What Determines Consumption Inequality? (Ruhr Economic Papers), Rheinisch-Westfälisches Inst. f. Wirtschaftsforschung, 2015, ISBN 3-86788-628-8
- Is there Heterogeneity in the Response of Consumption to Income Shocks? (Ruhr Economic Papers), Rheinisch-Westfälisches Inst. f. Wirtschaftsforschung, 2015, ISBN 3-86788-691-1